# 아리스토불로스 1세
아리스토불로스 1세(Aristobulus I, 재위: 기원전 104년 - 기원전 103년)는 고대 이스라엘을 통치한 하스몬 왕조의 국왕이다.요한 히르카노스 1세의 다섯 자녀 중 장자였다.

## 인물
아버지 요한 히르카노스가 죽은 뒤 그 유언에 따라 왕국의 실권은 히르카노스의 부인에게 승계되었고, 첫 아들 아리스토불로스 1세는 종교적 지도자인 대제사장에 맡겨졌다. 그러나 이에 불만을 품은 아리스토불로스 1세는 친어머니와 형제들을 옥에 던져 실권을 잡고 왕위에 올랐다. 이를 위해 어머니를 감옥에서 아사시켰다..아리스토불로스는 그리스풍으로 왕호를 사용했는데, 이는 바빌론 죄수 이래 유대에서의 왕정 부활이 되었다. 치세 중 이투리아 지방의 정복 활동을 하면서 주민들의 유대교 강제 개종 할례를 했다.
그는 친하게 지내던 동생 안티고노스를 중용했지만 중신들은 안티고노스를 헐뜯었고 아리스토불로스도 점차 믿게 됐다.안티고노스가 와병 중인 아리스토불로스의 병문안을 오자 무장하지 말고 찾아오라고 했다.그런데 안티고노스를 모함하려는 사람들이 무장해 오도록 속이는 바람에 호위병들이 안티고노스를 살해했다.이때 에세네파의 유다라는 인물은 안티고노스의 죽음을 예언했다고 한다.
치세 1년여에 병으로 쓰러졌다.역사가 플라비우스 요세푸스의 유대고대사 의하면, 아리스토불로스는 동생 안티고노스 살해를 깊이 후회했기 때문에 병에 걸렸다고 한다. 아리스토불로스 사망 후 아내 살로메 알렉산드라는 형제를 옥에서 풀어주고 동생 알렉산드로스 얀나이오스와 재혼했다.이로써 얀나이오스는 왕위에 오를 수 있었다.